# Stadsprärie

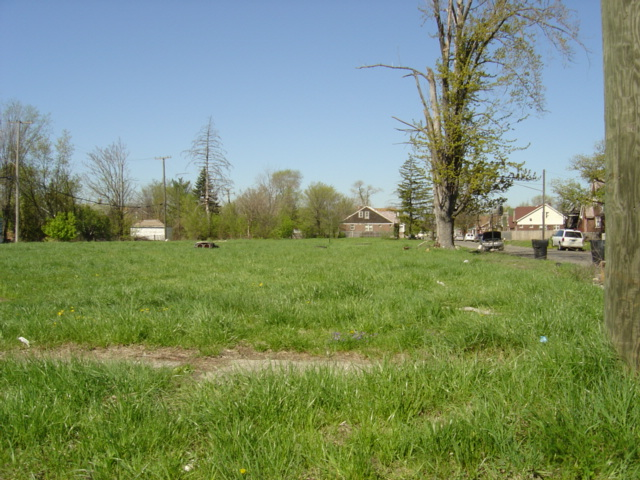
I centrala Detroit har stora delar av staden förvandlats till stadsprärie (foto från 2006).

Stadsprärie (engelska: urban prairie) är ett modernt stadsfenomen. En stadsprärie bildas oftast i centrala stadsmiljöer där tidigare tätbebyggda villaområden eller områden med nu rivna flerbostadshus ersatts av övergivna hustomter som kunnat beväxas av gräs och buskage.
En stadsprärie kan uppkomma i en stad som på grund av utflyttning blir mindre tätbebyggd. Krympande städer har under andra halvan av 1900-talet blivit ett problem i många tidigare industriorter, där invånarna flyttat till förorter och de tidigare dominerande industrigrenarna successivt avetablerats. Exempel på sådana städer finns bland annat i delar av Östeuropa (Halle, Ivanovo och Leipzig är alla i någon mån drabbade) och Storbritannien (bland annat Liverpool). 
Stora delar av stadskommunen Detroits yta har omvandlats från villaområden till stadsprärie. Stadens befolkning har sedan mitten av 1900-talet minskat till en tredjedel, både genom utflyttning till förorter och på grund av den amerikanska bilindustrins kris, och rivningar av hus har gett plats för stadsprärien att breda ut sig på hela eller delar av kvarter. På många av de övergivna tomterna har istället småskalig odling etablerats. 2013 beräknades en dryg femtedel av bostadsområdena i staden ha omvandlats till områden helt eller delvis utan bosatta invånare.
Stadsprärie ska skiljas från begreppet spökstad, där en hel stad övergivits. I en krympande stad kan tätbebyggda (och befolkade) områden finnas omväxlande med övergivna områden (med eller utan stadsprärie).